# 羅賓遜斯科納 (加利福尼亞州)
羅賓遜斯科納（英語：Robinsons Corner）是位於美國加利福尼亞州比尤特縣的一個非建制地區。該地的面積和人口皆未知。

## 地理
羅賓遜斯科納的座標為39°21′52″N 121°36′29″W / 39.36444°N 121.60806°W，而該地的平均海拔高度為32米（即105英尺）。